# .dj
Pour les articles homonymes, voir DJ.

.dj est le domaine de premier niveau national (country code top level domain : ccTLD) réservé à Djibouti.
L'accès au registre est direct, sans registraire. Soit via INTNET http://nic.dj pour les opérateurs locaux, soit via dotDJ  http://www.dj pour tout le monde. dotDJ applique des Termes et Conditions protégeant strictement l'identité et les données personnelles des registrants. Il est donc en conformité avec l'ensemble de lois mondiales sur la protection de la vie privée.